# Randolph County (Arkansas)
Randolph County is een county in de Amerikaanse staat Arkansas.
De county heeft een landoppervlakte van 1.688 km² en telt 18.195 inwoners (volkstelling 2000). De hoofdplaats is Pocahontas.

## Bevolkingsontwikkeling

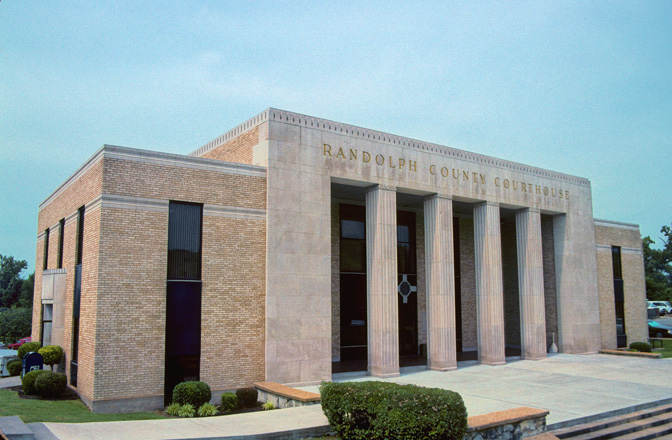
Randolph County Courthouse